# Залізні ігри
«Залізні ігри» — радянський художній телефільм 1979 року, знятий на кіностудії «Білорусьфільм».

## Сюжет
Відомий штангіст Микола Басаргін, мріючи завершити свою кар'єру встановленням рекорду, поки переживає смугу явних поразок. Тим часом тренер Мілютін, поставивши хрест на спортсмені, що відслужив своє, починає тренувати Володю Кроля. Від надмірно інтенсивних навантажень молодий спортсмен отримує травму. І тоді, не зважаючи на образи, Басаргін допомагає Кролю знайти спортивну форму і впевненість в собі.

## У ролях
- Олександр Пороховщиков — Микола Басаргін, відомий штангіст
- Володимир Сингаєвський — Володимир Кроль, важкоатлет
- Петро Щербаков — Павло Петрович Мілютін, тренер
- Георгій Штиль — Іван Олександрович Хижняк, тренер
- Наталія Фатєєва — Марина Назарівна, мати важкоатлета Кроля
- Ірина Калістратова — Віра, балерина, дочка Мілютіна
- Тамара Чернова — дружина Мілютіна
- Володимир Січкар — Стас, тренер
- Олександр Безпалий — тренер
- Юрій Ступаков — Афанасій Григорович
- Олександр Кашперов — тренер
- Ігор Смушкевич — суддя
- Михайло Рабіковський — епізод
- Анатолій Лук'яненко — епізод
- Віктор Грода — епізод
- Євген Ширяєв — епізод
- Юрій Баталов — епізод
- Володимир Грицевський — член журі
- Нінель Жуковська — художниця
- Петро Юрченков — епізод
- Ігор Стариков — суддя

## Знімальна група
- Режисер — Леонід Мартинюк
- Сценарист — Володимир Кунін
- Оператор — Фелікс Кучар
- Художник — Михайло Карпук